# Военный корреспондент (фильм, 2014)
«Военный корреспондент» — российский художественный пропагандистский фильм 2014 года режиссёра Павла Игнатова. Премьера состоялась 14 декабря 2014 года на телеканале «НТВ». Первый художественный фильм о событиях в Донбассе 2014 года.

## Сюжет
2014 год. Американский репортёр Мэт Маккью по заданию информационного канала отправляется на Украину, где развернулся вооружённый конфликт. Мэт хочет воочию увидеть, что там происходит и поведать всему миру о происходящем. Он освещает события в Одессе 2 мая 2014 года, пытается разобраться в катастрофе самолёта Boeing 777, встречается с пророссийскими сепаратистами и военными ВСУ, знакомится с убежденной «бандеровкой» Дашей, которая под давлением неопровержимых доказательств понимает, как сильно ошибалась в майданной Украине. Но добытая им правда оказывается неугодной Вашингтону, от него требуют снять «правильный» репортаж, когда же он отказывается лгать, на Украине журналиста объявляют шпионом и приговаривают к смерти.

## В ролях

### В главных ролях
- Вольфганг Черни — Мэтт Маккью, американский репортёр
- Ольга Виниченко[укр.] — Даша
- Али Алиев — Арби, ополченец, чеченец
- Ян Цапник — «Майор», командир ополчения
- Максим Щёголев — «Яростный», главарь нацистов
- Антон Ерёмин — Андрей

### Роли второго плана
- Владимир Новицкий — Варан, командир ВСУ
- Александр Левчук — «Музыкант» (Георгий Лопухов), командир ВСУ
- Витас Эйзенах — консул США
- Виталий Таганов — командир ВСУ
- Геннадий Яковлев — офицер СБУ
- Олег Стручков — парень в камере СБУ
- Дарья Неклюдова — диктор новостей «Wox News»
- Жорж Девдариани — Джек, диктор новостей «Wox News»

## Критика
СМИ резко раскритиковали фильм, назвав его пропагандистским и антиамериканским.
В украинской газете «День» указывалось, что это — пропагандистский фильм и типичный образец российского агитпроповского кинематографа.
Обструкции на Украине подверглись снявшиеся в фильме украинские артисты — заслуженный артист Украины Виталий Таганов, играющий командира ВСУ, сдающегося в плен, и звезда сериалов Ольга Виниченко, играющая «бандеровку», к концу фильма понимающую, как сильно ошибалась в «послемайданной» Украине, российский актёр Ян Цапник именно за съёмку в этом фильме получил от СБУ запрет на въезд на Украину.
В российском еженедельнике «Собеседник» заместитель главного редактора Ольга Сабурова назвала фильм «грубой, сварганенной за несколько месяцев агиткой», с пристрастным антиамериканским подходом, содержащей «дежурный набор страшилок о зверствах» украинских националистов:

Фильм «Военный корреспондент» — совершенно ангажированный рассказ о войне на Украине. Прокремлёвские СМИ открыли новый фронт в информационной войне.
Фильм стал одним из фильмов рассмотренных блогером-кинокритиком BadComedian в выпуске «Российская vs. Украинская пропаганда в кино» от 16 июля 2022 года, где сравнивался с российским фильмом «Русский характер» и украинским фильмом «Гвардия».